# Линия M5 (Милан)
Линия M5 (итал. Linea M5) — четвёртая линия Миланского метрополитена, вступившая в строй 10 февраля 2013 года. Конечные станции: «Биньями» (итал. Bignami) на севере и «Сан Сиро Стадио» (итал. San Siro Stadio) на юге. Линия M5 также известна как «фиолетовая линия» из-за цвета на карте метрополитена и цвета, используемого в оформлении станций и поездов. Фиолетовая линия пересекает линию М3 на станции «Зара» (Zara). По порядку ввода в строй является четвёртой линией, но получила номер 5 ввиду начала сооружения 4-й линии Миланского метрополитена, которую планировали ввести в строй в 2015 году, однако запуск был перенесён на 7 лет, до 2022 года.
Вторая очередь, от станции Зара (Zara) до станции «Вокзал Гарибальди» была введена в строй 1 февраля 2014 года.
Третья очередь, от станции Вокзал Гарибальди до станции «Сан Сиро Стадио» (San Siro Stadio) была открыта 29 апреля 2015 года; 5 «пропущенных» станций были открыты постепенно на протяжении 2015 года, с 14 ноября линия функционирует в полном объёме.
Протяжённость линии — 12,8 км. На ней расположены 19 станций. Линия полностью автоматизирована, на ней нет машинистов. На всех станциях установлены платформенные раздвижные двери..

## Пересадки
| Пересадка на линию | Со станции    | На станцию    |
| ------------------ | ------------- | ------------- |
|                    | Дзара         | Дзара         |
|                    | Гарибальди ФС | Гарибальди ФС |
|                    | Лотто         | Лотто         |